# Bear (film)
Bear is een Amerikaanse natuurlijke horrorfilm uit 2010, geregisseerd door Roel Reiné (onder het pseudoniem John Rebel).

## Verhaal
Een zakenman en zijn vrouw rijden samen met zijn broer en de vriendin van zijn broer door het platteland om de verjaardag van een familielid te vieren. Maar de auto krijgt pech op een plek waar geen telefoonsignaal is. Daar worden ze aangevallen door een grizzlybeer.

## Rolverdeling
| Acteur                    | Personage |
| ------------------------- | --------- |
| Katie Lowes               | Christine |
| Mary Alexandra Stiefvater | Liz       |
| Patrick Scott Lewis       | Sam       |
| Brendan Michael Coughlin  | Nick      |

## Productie
De opnames vonden plaats in Santa Clarita, Californië.